# Símmac l'Ebionita
Símmac l'Ebionita (en grec Ἐβιωνίτης Σύμμαχος) fou l'autor d'una de les versions gregues de l'Antic Testament. Aquesta traducció estava inclosa per Orígenes a la seva Hexapla i Tetrapla, que comparava diverses versions de l'Antic Testament, línia amb línia amb la Septuaginta. Alguns fragments de la versió de Símmac que sobreviuen del que queda de l'Hexapla inspiren els erudits a assenyalar la puresa i elegància idiomàtica del grec de Símmac. Ell fou admirat per Sant Jeroni, qui fou qui emprà la seva obra per compondre la Vulgata.

## Vida
Eusebi inferí que Símmac era un ebionita, però ara actualment es creu que no fou així. L'alternativa és que ell era un samarità que es convertí al judaisme. Epifani considera que Símmac era un samarità que havia barallat amb el seu propi poble convertit al judaisme, ara se li dona més credibilitat, fins que els escrits exegètics de Símmac no donen indicació d'ebionisme.

## La seva traducció
Segons Bruce M. Metzger, la traducció grega de les escriptures hebrees preparada per Símmac seguí una teoria i mètode, al contrari que la d'Àquila de Sinope:
El seu objectiu era fer una traducció grega elegant. A jutjar dels fragments dispersos que resten de la seva traducció, Símmac solia ser perifràtic en la presentació de l'hebreu original. Ell preferí construccions idiomàtiques gregues en contrast a d'altres versions en què es preservaren les construccions hebrees. Així que amb freqüència ell convertí a un participi grec el primer de dos verbs finits connectats amb una còpula. Ell feu molt ús d'un rang ample de partícules gregues per dur a terme les distincions de la relació que l'hebreu no pot expressar adequadament. En més d'un passatge Símmac tenia una tendència a suavitzar les expressions antropomòrfiques del text hebreu.
Tanmateix, Símmac pretengué preservar el significat del seu text hebreu original per a una traducció més literal que la Septuaginta.
Sant Jeroni admirà el seu estil, però criticà la seva traducció en dues àrees importants als cristians, dient que ell substituí la paraula greca neansis (dona) per parthenos (verge) a Isaïes 7, 14 i Gènesi 24, 43.